# Loire 30
Il Loire 30 fu un aereo da ricognizione triposto, trimotore e monoplano ad ala alta, sviluppato dall'azienda aeronautica francese Loire Aviation, divisione aeronautica dell'Ateliers et Chantiers de la Loire, nei primi anni trenta e rimasto allo stadio di prototipo.
Caratterizzato da un aspetto inusuale dovuto al posizionamento dei tre motori sopra l'ala con un complesso sistema di montanti, non fu accettato nel ruolo previsto ma utilizzato come banco prova volante.

## Storia del progetto
Nel 1928, nell'ambito di un programma di rimodernamento del parco velivoli in dotazione all'Aéronautique Militaire, la componente aerea dell'Armée de terre (l'esercito francese), il Service technique de l'aéronautique (STAé) emise una specifica indicata come Rn3, relativa cioè ad un nuovo modello triposto adatto a missioni di ricognizione aerea notturna.
Il concorso suscitò l'interesse dei vertici dell'Ateliers et Chantiers de la Loire, la quale incaricò l'ufficio tecnico della sua divisione aeronautica di avviare lo sviluppo di un velivolo adatto allo scopo. Il disegno preliminare, avviato nel 1932, presentava un aspetto inusuale, simile a un idrovolante a scafo centrale dotato tuttavia di carrello d'atterraggio convenzionale fisso per operare da terra, con i tre motori in configurazione traente posti sopra l'unica ala.
Il progetto includeva soluzioni tecnicamente avanzate, come la scelta della costruzione interamente metallica, dove la fusoliera a sezione rettangolare, che integrava la cabina di pilotaggio chiusa, una postazione finestrata sul naso del velivolo e tre postazioni scoperte dotate di mitragliatrice, si abbinava a una velatura monoplana a sbalzo, con profilo alare spesso e dalla notevole superficie alare (60,0, 64,0 o 66,0 m² a seconda delle fonti consultate), che fungeva anche da supporto alle tre gondole motore dall'inusuale posizione posta sopra il piano alare, collegate all'estradosso mediante una complicata serie di montanti. Tale soluzione era stata scelta per garantire le capacità di volo del modello anche in caso di malfunzionamento di uno dei tre propulsori.
Il prototipo volò per la prima volta nel settembre 1932, con ai comandi il pilota collaudatore dell'azienda Maurice Morin. Conclusi i collaudi aziendali, durante le prove di volo ufficiali non riuscì a superare le perplessità della commissione esaminatrice che non lo dichiarò idoneo a sostenere il ruolo per il quale era stato concepito, tuttavia l'esemplare venne utilizzato come banco prova volante negli anni successivi.
Il modello, dotato di marche civili F-AKGB venne in seguito rinominato Loire 300 e dopo qualche tempo riutilizzato per ricavarne una variante derivata, profondamente modificata nell'aspetto, il Loire 301.

## Utilizzatori
Francia
- Aéronautique Militaire

utilizzato solo per prove di valutazione.

### Pubblicazioni
- Loire 30, in Aerei da guerra, Ginevra - Novara, Edito Service S.A. - Istituto Geografico De Agostini, 1993.